# Jolanta Niezgodzka
Jolanta Magdalena Niezgodzka (ur. 26 lutego 1991 w Kłobucku) – polska polityczka i działaczka samorządowa, posłanka na Sejm X kadencji.

## Życiorys
Absolwentka prawa na Uniwersytecie Wrocławskim, odbyła też studia podyplomowe z zarządzania w sektorze publicznym. Ukończyła Szkołę Liderów Politycznych, uczestniczyła w programie Pracownia Samorządowa prowadzonym przez Fundację im. Stefana Batorego. Pracowała jako nauczycielka w szkole policealnej we Wrocławiu. W 2017 objęła funkcję przewodniczącej zarządu osiedla Stare Miasto. Została też wiceprezeską Stowarzyszenia Dolnośląski Kongres Kobiet oraz członkinią Wrocławskiej Rady Kobiet. Zaangażowała się w działalność polityczną w ramach partii Nowoczesna, w 2022 weszła w skład jej zarządu krajowego. W 2018 wybrana w skład Rady Miejskiej Wrocławia z ramienia Koalicji Obywatelskiej (otrzymała 1334 głosy). Zasiadała w Komisji Zrównoważonego Rozwoju i Ochrony Środowiska, Komisji Zdrowia i Bezpieczeństwa oraz Komisji Skarg, Wniosków i Petycji. Dołączyła do Stowarzyszenia Nowa Nadzieja, w którym została m.in. koordynatorką zespołów eksperckich.
W wyborach parlamentarnych w 2023 uzyskała mandat posłanki X kadencji, startując z jedenastego miejsca na liście KO w okręgu wrocławskim i zdobywając 7262 głosy. Została członkinią Komisji Samorządu Terytorialnego i Polityki Regionalnej, Komisji Infrastruktury oraz Komisji Polityki Społecznej i Rodziny, a także Komisji Nadzwyczajnej do rozpatrzenia projektów ustaw dotyczących prawa do przerywania ciąży.

## Wyniki wyborcze
| Wybory | Komitet wyborczy | Komitet wyborczy     | Organ                  | Okręg        | Wynik        |
| ------ | ---------------- | -------------------- | ---------------------- | ------------ | ------------ |
| 2018   |                  | Koalicja Obywatelska | Rada Miejska Wrocławia | nr 1         | 1334 (3,70%) |
| 2023   | Sejm X kadencji  | Koalicja Obywatelska | nr 3                   | 7262 (0,94%) |              |